# George Chrystal
George Chrystal, född 8 mars 1851 i Old Meldrum i Skottland, död 3 november 1911 i Edinburgh, var en skotsk matematiker och elev till James Clerk Maxwell. Han utnämndes till innehavare av Regius-professuren i matematik vid University of St. Andrews 1877, och flyttade 1879 till professuren i matematik vid University of Edinburgh. Han är framför allt ihågkommen för sina böcker om algebra och sina studier av seicher (vågmönster i stora inre vattendrag) som gav honom en guldmedalj från Royal Society of London som bekräftades strax efter hans död.

## Biografi
George Chrystal var son till Margaret (född Burr) och William Chrystal, en rik bonde och spannmålshandlare.
Han utbildades vid Aberdeen Grammar School och University of Aberdeen. År 1872 flyttade han för att studera under James Clerk Maxwell vid Peterhouse, Cambridge. Han tog examen Second Wrangler 1875, tillsammans med William Burnside, och valdes till stipendiat av Corpus Christi.
Chrystal gifte sig 1879 med Margaret Anne Balfour (1851–1903), som dog före honom. De hade fyra söner och två döttrar.

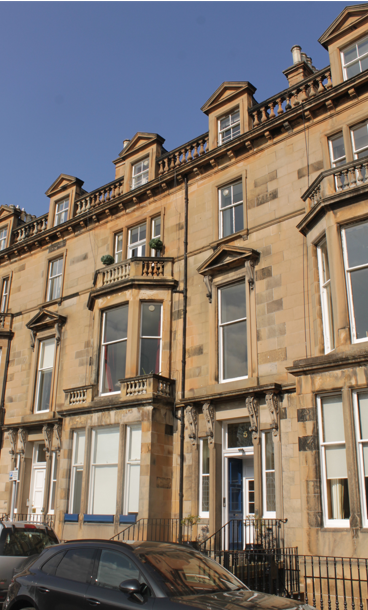
5 Belgrave Crescent, Edinburgh

Senare i livet var han bosatt på 5 Belgrave Crescent i västra Edinburgh. Han blev sjuk 1909 och sjukdomen förvärrades 1911, vilket ledde till att universitetet beviljade honom tjänstledighet från april samma år. En arbetsfri sommar förbättrade honom dock inte och han dog den 3 november 1911 i sitt hem i Edinburgh.

## Karriär och vetenskapligt arbete
Chrystal utnämndes till Regius Chair of Mathematics vid University of St Andrews 1877 och sedan 1879 till professor i matematik vid University of Edinburgh. År 1911 tilldelades han Royal Medal av Royal Society för sina undersökningar av ytsvängningar av skotska sjöar. Han bidrog till utarbetandet av Universities (Scotland) Act 1889 och var en av grundarna av Edinburgh Mathematical Society.
Chrystal valdes till stipendiat i Royal Society of Edinburgh 1880, hans förslagsställare var James Clerk Maxwell. Han tilldelades Sällskapets Keithmedalj 1879–1881 och deras Gunning Victoria Jubilee Prize för perioden 1904–1908. Han var vice ordförande i sällskapet 1895–1901 och generalsekreterare 1901–1911, och krediteras för att ha initierat föreningens flytt från the Mound till George Street.